# TiHKAL
TiHKAL: The Continuation — книга 1997 года, написанная Александром Шульгиным и его женой Энн, в которой исследуются психоактивные вещества — производные триптамина. Является продолжением книги 1991 года «PiHKAL: A Chemical Love Story». Оригинальное название «TiHKAL» является акронимом, который означает «Tryptamines I Have Known and Loved» (с англ. — «Триптамины, которые я узнал и полюбил»).

## Содержание
Как и PiHKAL, книга состоит из двух частей. Первая часть является продолжением аналогичной части предыдущей книги. В ней представлена биография и описание отношений Александра и Энн, под псевдонимами «Шура» и «Элис», а также поднимаются такие темы, как психотерапия, типология Юнга, распространенность DMT в природе, употребление аяуаски, война с наркотиками. Вторая часть представляет собой подробное руководство по синтезу 55 веществ из ряда триптамина, многие из которых являются психоделиками (большая часть из них создана самим Александром Шульгиным), содержит описание их химической структуры, рекомендации по дозировке, описание эффектов и прочие комментарии. Вторая часть была выложена в открытый доступ на Erowid, в то время как первая часть была доступна только в виде печатного издания.
Как и в случае с PiHKAL, Шульгин, публикуя данную работу, преследовал цель предоставить доступ широкой общественности к информации о психоделиках.

## Издание и переводы
На русском языке книга выпущена в 2010 году в мягком переплёте:
- Александр и Энн Шульгины. Триптамины, которые я узнал и полюбил. Ультракультура, 2010 г. — 552 стр.